# Выбор Эми
«Выбор Эми» (англ. Amy's Choice) — седьмой эпизод пятого сезона британского телесериала «Доктор Кто». Премьера эпизода состоялась 15 мая 2010 года на канале BBC One.

## Сюжет
Доктор, Эми и Рори постоянно перемещаются между двумя измерениями, каждое из них по-своему смертельно опасно. Одно из них — реальность, другое — сон.